# Herbert Bayer
Herbert Bayer, född 5 april 1900 i Haag am Hausruck, död 30 september 1985 i Montecito, var en österrikisk-amerikansk grafisk formgivare, arkitekt och målare.
Herbert Bayer var verksam vid Bauhaus 1925-1928 där han formgav Bauhaus typografi och hade en stor betydelse för utvecklingen av den nya typografin. 1925 skapade han typsnittet Universal och blev känd för sin formgivning av Bauhaus affischer. Han var konstnärlig ledare för tyska Vogue och införde på 1930-talet drag av surrealism i reklamen. 
Tre verk av honom beslagtogs av de nazistiska myndigheterna från tre olika museer i Tyskland 1937 i en utrensningsaktion mot all modern konst som då kallades entartete Kunst. Oljemålningen Landschaft im Tessin (1924) visades på alla stationer av vandringsutställningen Entartete "Kunst" åren 1937–1941. Tillsammans med en akvarell blev oljemålningen "förstörd" efteråt. Det tredje verket var en färglagd teckning. Denna auktionerades ut av Lempertz i Köln 1961.
Från 1938 var Herbert Bayer verksam i USA. Han blev 1984 Honorary Royal Designer for Industry.